# Ralf Geisler

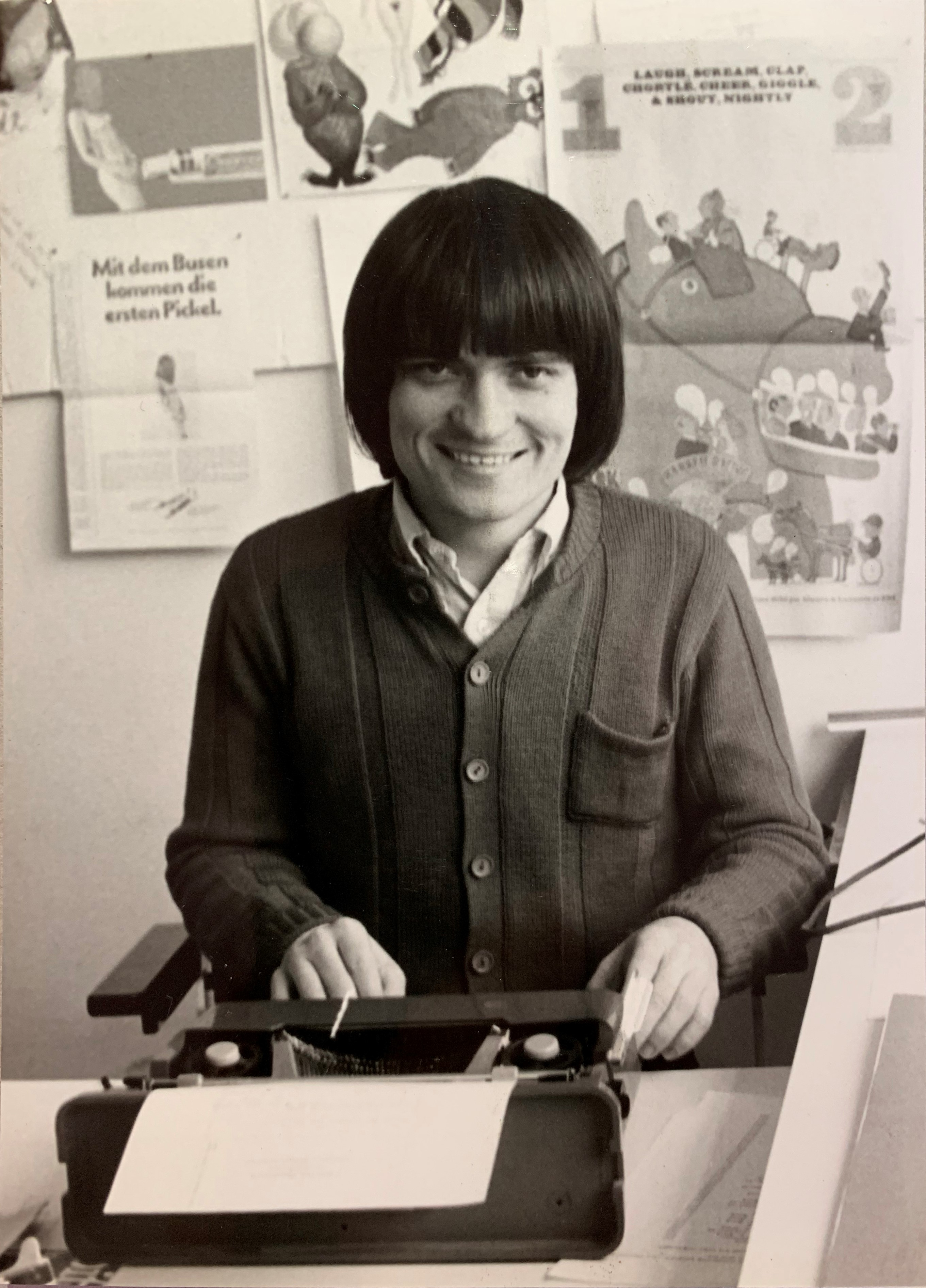
Ralf Geisler ca. 1970 an seinem Arbeitsplatz bei J. Walter Thompson in Frankfurt am Main

Ralf Rainer Geisler (* 29. März 1945 in Beckdorf, Landkreis Stade) ist ein deutscher Schriftsteller und Werbetexter.

## Leben
Geboren wurde Ralf Geisler 1945 in Beckdorf, Landkreis Stade, südlich von Hamburg. Seine Mutter, Gertraude Erika Ursula Geisler, geb. Heß, befand sich auf der Flucht aus Danzig und entband in Beckdorf in einer Gaststätte, die als Lazarett umgenutzt worden war. Danach setzte sie ihre Flucht mit dem neugeborenen Sohn fort. Der im Zweiten Weltkrieg befindliche Vater Helmut Geisler, Realschullehrer in Danzig, fiel als entflohener Kriegsgefangener kurz darauf in Italien einem Partisanenüberfall zum Opfer.
Ralf Geisler verbrachte seine Kindheit in der Ortschaft Guntersblum am Rhein, besuchte ebenda die Volksschule und wechselte dann zum Gutenberg Gymnasium in Mainz. Durch beruflich bedingte Veränderungen beim Stiefvater zog er zunächst nach Düsseldorf (Lessing-Gymnasium) und dann in den Landkreis Offenbach am Main um, wo er die Rudolf-Koch-Schule in Offenbach besuchte und dort das Abitur machte. Danach wechselte er an die neu eröffnete
Ruhr-Universität Bochum, um Germanistik, Politologie und Publizistik zu studieren. 1967 brach er das Studium ab, um eine berufliche Laufbahn als Werbetexter aufzunehmen. In der deutschen Niederlassung der US-amerikanischen Werbeagentur J. Walter Thompson in Frankfurt am Main realisierte er im weiteren Verlauf seiner Karriere Werbe- und Kommunikationskampagnen für international bekannte Markenartikler, Finanzinstitute und auch staatliche Institutionen. Beispielhaft seine am künstlerischen Anspruch des Bürogeräteherstellers Olivetti orientierten Arbeiten (Stile Olivetti) unter Hinzuziehung von Künstlern wie Thomas Bayrle, Alfred von Meysenbug und Heinz Edelmann. Oder die erste Antidrogenkampagne in Deutschland für die Bundeszentrale für gesundheitliche Aufklärung (BZgA) u. a. mit berühmten Vertretern der Rock ‘n-Roll-Szene wie Pete Townshend (The Who) oder Roger Waters (Pink Floyd) als Testimonials (Zeugnisgeber).
Von 1976 an wechselte er als stellvertretender Geschäftsführer in die Tochtergesellschaft J. Walter Thompson Public Relations GmbH, der damals führenden PR-Agentur in Deutschland. Anlässlich einer Beratung des Schauspiels Frankfurt kam es zu einer kurzen Kooperation mit Günter Grass, der sich damals als künstlerischer Berater der insbesondere für ihre Brecht-Interpretationen bekannten Bühne engagierte.
Seit dem Jahr 1982 ist Ralf Geisler als freiberuflicher Werbetexter tätig und beriet bzw. berät in diesem Zusammenhang Großunternehmen sowie mittelständische Unternehmen, Politische Parteien sowie Kommunen und Dienstleistungsanbieter. So stieß seine Darstellung „Output City“, (2000) über die Modernisierung der Haushaltsführung der Stadt Frankfurt am Main auf großes lokalpolitisches Interesse. Seit 2015 widmet er sich hauptsächlich der Schriftstellerei und veröffentlichte 2018 seinen ersten Roman „3 Bestseller“.
Geisler lebt in Dietzenbach (Landkreis Offenbach), ist seit 1967 verheiratet mit Heidrun Doris Geisler, geb. Ende (* 1946) und hat zwei Kinder: Sohn Raul Geisler (* 1970) und Tochter Laura Geisler (* 1973).

## Werke
Bereits zu seiner Schulzeit in Offenbach am Main veröffentlichte Geisler in Zusammenarbeit mit der Werkkunstschule (heute: Hochschule für Gestaltung Offenbach) die Anthologie „Schülergedichte“ (1965), die vom Hessischen Kultusminister ausgezeichnet wurde. Unter dem Einfluss des absurden Theaters schrieb er das Bühnenstück „Zweieinhalb Tote“, das anlässlich eines Schulfestes zur Aufführung kam. Von ihm bei Verlagen eingereichte Gedichte trafen auf ermutigende Zusprache (Klaus Wagenbach, Elisabeth Borchers, Luchterhands Loseblatt Lyrik), gelangten aber nicht zur Veröffentlichung.
Im Bugwasser der 68er-Protestbewegungen realisierte er ein Kabarettprogramm („Platsch ins eigene Nest“) gemeinsam mit der Offenbacher Kabarett-Gruppe „Die Niete“ (Volker Rebell) sowie ein Straßentheaterstück gegen die Notstandsgesetzgebung.
Im Rahmen seiner freiberuflichen Tätigkeit trug Ralf Geisler zahlreiche Buchbeiträge als Ghostwriter für bekannte Persönlichkeiten aus der Wirtschaft bei. Auch schrieb er diverse Reden für führende Politiker und Wirtschaftspersönlichkeiten wie beispielsweise die Festrede anlässlich des 150-jährigen Jubiläums der Deutschen Eisenbahn „Mit Mut auf neuen Gleisen“ für den ehemaligen Vorstandsvorsitzenden der Deutsche Bank AG Hermann Josef Abs. Im Sammelband „Den Wandel in Unternehmen steuern“, erschienen im Verlag der Frankfurter Zeitung „Blick durch die Wirtschaft“ (FAZ), steuerte er den Beitrag „Kulturwandel und praktische Unternehmenskommunikation“ bei.
2018 veröffentlichte Ralf Geisler den Roman „3 Bestseller“, erschienen im Verlag BoD – Books on Demand, Norderstedt. Die Handlung spielt in der Werbeszene der 1970er/1980er Jahre und beschreibt das Projekt von einer ehemaligen Werbetexterin sowie zwei ehemaligen Werbetextern, nach dem Ende ihrer Berufskarrieren in Konkurrenz zu- und miteinander ein eigenes Buch zu schreiben.

## Rezeption
„Alles echt und original, die Kulisse der Frankfurter Werbeszene der 70er-und 80er-Jahre, die von Werbelegende Ralf Geisler da beschrieben wird … Was für ein wildes, unverkrampftes Textpaket der heute 73-jährige Geisler da gewagt hat.“
Jochen Kalka, Chefredakteur W&V No 3/2019
„Es ist kein Büchlein, es ist kein Buch, es ist – um mit Reich-Ranicki zu sprechen – ein Meisterwerk.“
Prof. Dr. Stephan Passon, Düsseldorf
"Ex-JWT-Werber Geisler legt Romandebüt vor. Das Buch ... beschäftigt sich mit der lokalen Frankfurter und der nationalen deutschen Werbeszene der 1970er und 80er Jahre."
Redaktion HORIZONT